# 志保田鉎吉

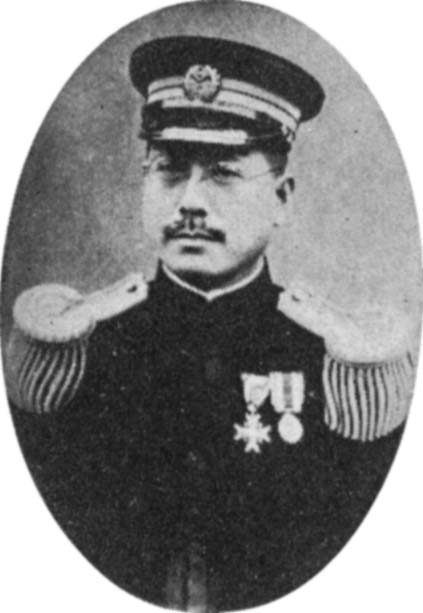
志保田鉎吉

志保田 鉎吉（しほた しょうきち、1873年（明治6年）9月 - 1959年（昭和34年）2月1日）は、日本の教育者。

## 経歴
京都府天田郡福知山町（現在の福知山市）出身。清水道勝の三男として生まれ、志保田六兵衛の養子となった。1895年（明治28年）、京都尋常師範学校を卒業し、天田郡中部の高等小学校訓導を務めた。1900年（明治33年）、東京高等師範学校文科を卒業し、沖縄県師範学校教諭となった。1901年（明治34年）、台湾総督府国語学校教授に就任。その後、台南高等女学校校長、台南師範学校校長、台北師範学校校長、台北第一師範学校校長を歴任した。
後に帰国、1959年（昭和34年）2月1日に京都市で死去。